# Máscaras coreanas
Las máscaras coreanas (en coreano tal, hangul: 탈), también conocidas como gamyeon, gwangdae, chorani, talbak y talbagaji, tienen una larga tradición y han sido usadas en diferentes contextos. Están hechas con tela negra, diseñada para cubrir por detrás la cabeza y también para simular cabello negro.

## Propósito
Las máscaras eran utilizadas para la guerra tanto por soldados como por caballos. Ceremonialmente, se utilizaban para ritos de entierro en jade y bronce, en ceremonias chamánicas para ahuyentar a los espíritus del mal y para inmortalizar las caras de grandes figuras históricas como máscaras de muerte. También fueron usadas en las artes, particularmente en bailes rituales, cortes, y presentaciones teatrales. Actualmente se utilizan en versiones miniatura como colgantes de la buena suerte en los teléfonos celulares o como recuerdo de viaje.
Hay dos maneras a categorizar a las máscaras: religiosas y artísticas. Las máscaras religiosas eran a menudo utilizadas para ahuyentar a los espíritus de mal y las máscaras artísticas eran mayormente utilizadas en bailes y espectáculos de teatro.

## Máscaras de baile
Hay aproximadamente 250 tipos de máscaras usadas en bailes en Corea y éstas varían en forma. Las máscaras en el distrito central son bastante similares al rostro humano y las máscaras en las provincias del sur tienen apariencia sátira y chamánica.

## Patrimonio cultural y tesoro nacional
El juego de máscara del exorcismo de Hahoe Byeolsin fue clasificado como patrimonio intangible cultural # 69 por el gobierno de Corea del Sur el 17 de noviembre de 1980. De igual forma, las máscaras de Hahoe Y Byeolsin fueron categorizados como Tesoros Nacionales de Corea del Sur.

## Galería

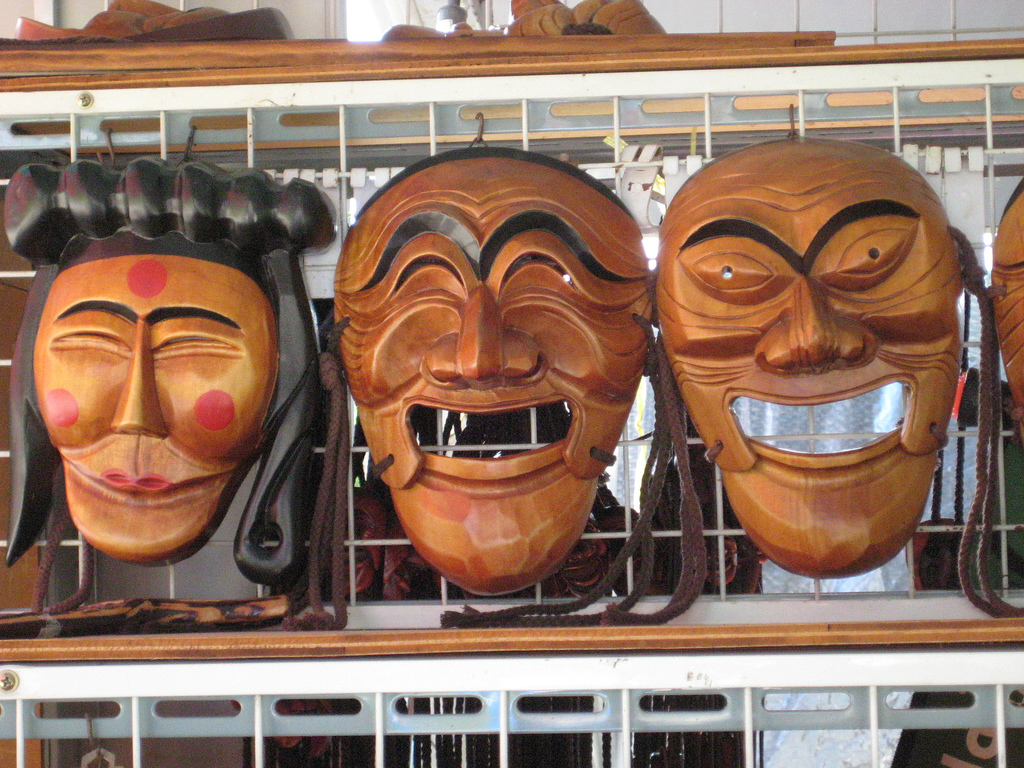
Hahoetal
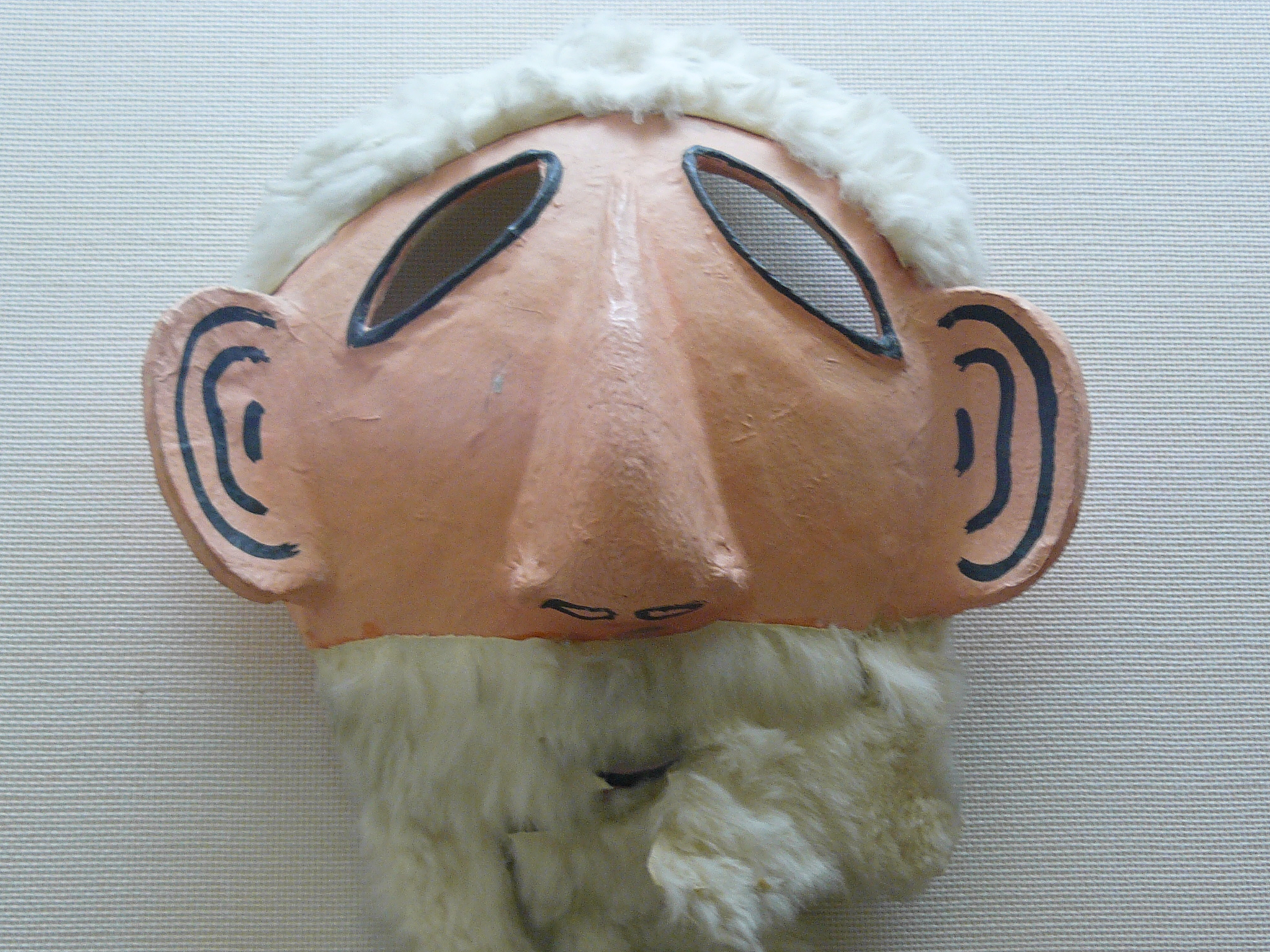
Chayangbantal
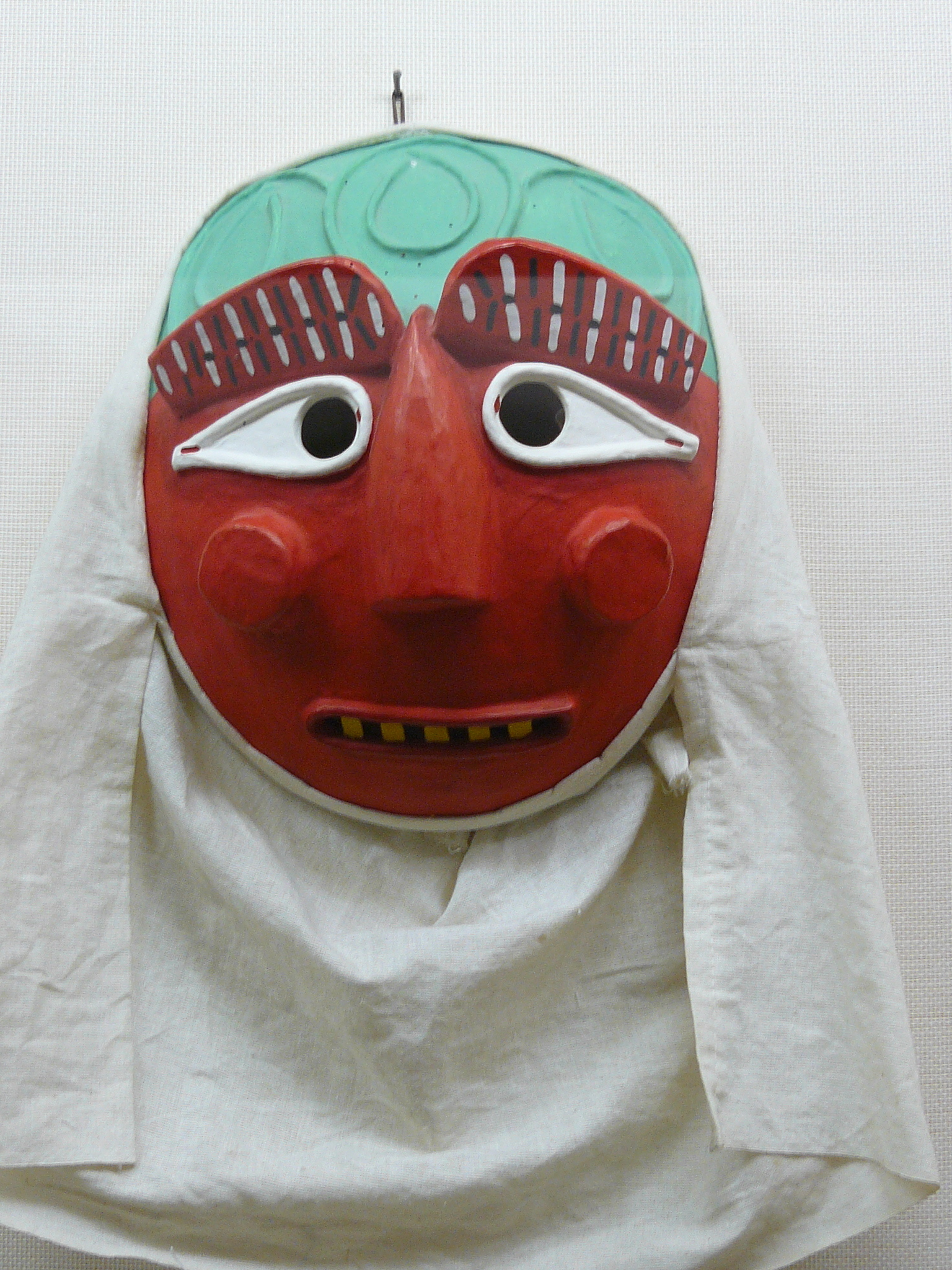
Yeoniptal
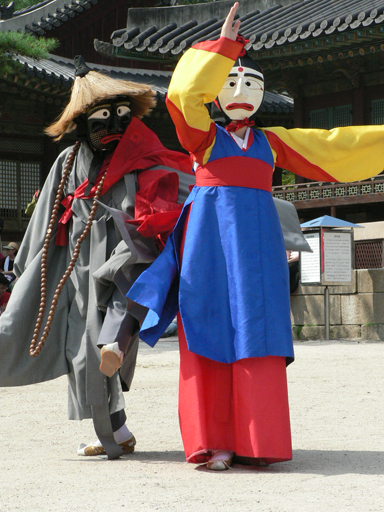
Songpa sandaenori
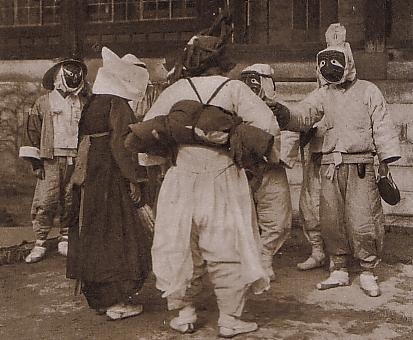
Talchum